# Peter Kadiru
Peter Kadiru (ur. 24 czerwca 1997) − niemiecki bokser ghańskiego pochodzenia, mistrz młodzieżowych igrzysk olimpijskich oraz młodzieżowych mistrzostw Europy, wicemistrz młodzieżowych mistrzostw świata.

## Kariera amatorska
W kwietniu 2014 był uczestnikiem młodzieżowych mistrzostw świata w Sofii. W kategorii superciężkiej (+ 91 kg.) zdobył srebrny medal. W finale mistrzostw przegrał z Amerykaninem Darmanim Rockiem. W sierpniu 2014 został młodzieżowym mistrzem olimpijskim w kategorii superciężkiej. W finale wygrał na punkty z reprezentantem Stanów Zjednoczonych Darmanim Rockiem. W październiku 2014 został mistrzem Europy w kategorii superciężkiej, wygrywając wszystkie cztery walki na tym turnieju.